# Campeonato Uruguayo de Fútbol Femenino 2014
El Campeonato Uruguayo de Fútbol Femenino constituyó el 18.° torneo de primera división del fútbol femenino uruguayo organizado por la AUF, correspondiente al año 2014. El campeón y clasificado a la Copa Libertadores fue Colón Fútbol Club.

## Equipos participantes

### Datos de los equipos
| Club                    | Ciudad      | Estadio           | Capacidad | Fundación                | Temporadas | Temp. Consecutivas | Títulos | Subtítulos | 2013             |
| ----------------------- | ----------- | ----------------- | --------- | ------------------------ | ---------- | ------------------ | ------- | ---------- | ---------------- |
| Bella Vista             | Montevideo  | -                 | -         | 4 de octubre de 1920     | 5          | —                  | —       | —          | —                |
| Canelones-San Francisco | Las Piedras | Monegal           | 6.000     | 19 de septiembre de 1958 | 5          | 5                  | —       | —          | Primera fase     |
| Cerro                   | Montevideo  | Héctor Da Cunha   | -         | 1 de diciembre de 1922   | 9          | 7                  | 1       | 1          | Semifinalista    |
| Colón                   | Montevideo  | Parque Suero      | 2.000     | 12 de marzo de 1907      | 5          | 5                  | 1       | —          | Campeón          |
| Montevideo Wanderers    | Montevideo  | Devoto (cancha 2) | -         | 15 de agosto de 1902     | 11         | 2                  | —       | —          | Semifinalista    |
| Nacional                | Montevideo  | Los Céspedes      | -         | 14 de mayo de 1899       | 12         | 4                  | 4       | 5          | Vicecampeón      |
| Progreso Misses         | Canelones   | -                 | -         | -                        | 2          | —                  | —       | —          | —                |
| Racing                  | Montevideo  | Racing            | -         | 6 de abril de 1919       | 8          | 3                  | —       | —          | Cuartos de final |
| Río Negro City          | Río Negro   | Parque Suero      | 2.000     | 2010                     | 2          | 2                  | —       | —          | Cuartos de final |
| River Plate             | Montevideo  | River Plate       | -         | 11 de mayo de 1932       | 9          | 1                  | 2       | 2          | Cuartos de final |
| Rocha                   | Rocha       | Sobrero           | -         | 1 de agosto de 1999      | 2          | 2                  | —       | —          | Primera Fase     |
| Salus                   | Montevideo  | Parque Salus      | -         | 10 de abril de 1928      | 3          | 3                  | —       | —          | Primera Fase     |
| Seminario               | Montevideo  | -                 | -         | -                        | 3          | 3                  | —       | —          | Primera fase     |
| UdelaR                  | Montevideo  | La Bombonera      | 6.000     | 18 de julio de 1849      | 9          | 9                  | —       | —          | Primera fase     |

## Primera Fase

#### Grupo A
| Equipo                  | PJ | PG | PE | PP | GF | GC | DG  | Pt. |
| ----------------------- | -- | -- | -- | -- | -- | -- | --- | --- |
| Colón                   | 4  | 4  | 0  | 0  | 30 | 3  | +27 | 12  |
| Rocha                   | 4  | 1  | 0  | 3  | 4  | 16 | -12 | 3   |
| Canelones San Francisco | 4  | 1  | 0  | 3  | 4  | 19 | -15 | 3   |

#### Grupo B
| Equipo   | PJ | PG | PE | PP | GF | GC | DG  | Pt. |
| -------- | -- | -- | -- | -- | -- | -- | --- | --- |
| Nacional | 4  | 3  | 1  | 0  | 15 | 0  | 15  | 10  |
| Racing   | 4  | 1  | 1  | 2  | 1  | 4  | -3  | 4   |
| UdelaR   | 4  | 1  | 0  | 3  | 1  | 13 | -12 | 3   |

#### Grupo C
| Equipo         | PJ | PG | PE | PP | GF | GC | DG  | Pt. |
| -------------- | -- | -- | -- | -- | -- | -- | --- | --- |
| Cerro          | 6  | 6  | 0  | 0  | 35 | 6  | 29  | 18  |
| Río Negro City | 6  | 4  | 0  | 2  | 14 | 8  | 6   | 12  |
| Bella Vista    | 6  | 2  | 0  | 4  | 9  | 15 | -6  | 6   |
| Seminario      | 6  | 0  | 0  | 6  | 4  | 33 | -29 | 0   |

#### Grupo D
| Equipo      | PJ | PG | PE | PP | GF | GC | DG  | Pt. |
| ----------- | -- | -- | -- | -- | -- | -- | --- | --- |
| River Plate | 6  | 5  | 1  | 0  | 18 | 5  | 13  | 16  |
| Wanderers   | 6  | 4  | 1  | 1  | 21 | 6  | 15  | 13  |
| Salus       | 6  | 2  | 0  | 4  | 10 | 10 | 0   | 6   |
| Progreso    | 6  | 0  | 0  | 6  | 2  | 30 | -28 | 0   |

## Segunda Fase
| Equipo         | PJ | PG | PE | PP | GF | GC | DG  | Pt. |
| -------------- | -- | -- | -- | -- | -- | -- | --- | --- |
| Colón          | 12 | 10 | 1  | 1  | 57 | 8  | 49  | 31  |
| Nacional       | 12 | 10 | 0  | 2  | 48 | 12 | 36  | 30  |
| Cerro          | 12 | 8  | 2  | 2  | 41 | 16 | 25  | 26  |
| River Plate    | 12 | 3  | 3  | 6  | 19 | 33 | -14 | 12  |
| Río Negro City | 12 | 2  | 3  | 7  | 18 | 47 | -29 | 9   |
| Wanderers      | 12 | 2  | 2  | 8  | 10 | 42 | -32 | 8   |
| Racing         | 12 | 0  | 3  | 9  | 8  | 43 | -35 | 3   |

| Uruguay                                 |
| Campeón Uruguayo 2014 Colón 2.do título |